# Sandrina Illes
Sandrina Illes née le 22 septembre 1986 à Vienne est une triathlète et duathlète autrichienne, championne du monde de duathlon en 2018. Elle pratique également la course de fond.

## Palmarès
Le tableau présente les résultats les plus significatifs (podium) obtenus sur le circuit national et international de duathlon depuis 2014.
| Année | Compétition                                        | Pays     | Position      | Temps           |
| ----- | -------------------------------------------------- | -------- | ------------- | --------------- |
| 2019  | Championnats d'Autriche de duathlon                | Autriche | Médaille d'or | 2 h 0 min 5 s   |
| 2018  | Championnats du monde de duathlon                  | Danemark | Médaille d'or | 1 h 49 min 29 s |
| 2018  | Championnats d'Europe de duathlon moyenne distance | Danemark | Médaille d'or | 3 h 3 min 24 s  |
| 2018  | Championnats d'Autriche de duathlon                | Autriche | Médaille d'or | 1 h 57 min 45 s |
| 2017  | Championnats d'Autriche de duathlon                | Autriche | Médaille d'or | 1 h 39 min 4 s  |
| 2016  | Championnats d'Autriche de duathlon                | Autriche | Médaille d'or | 1 h 36 min 31 s |
| 2015  | Championnats d'Autriche de duathlon                | Autriche | Médaille d'or | 1 h 38 min 2 s  |
| 2014  | Championnats d'Autriche de duathlon                | Autriche | Médaille d'or | 2 h 14 min 37 s |